# پایل
پایل (به انگلیسی: Pyle) یک منطقهٔ مسکونی در بریتانیا است که در شهرستان مستقل بریجند واقع شده‌است. پایل ۷٬۴۰۵ نفر جمعیت دارد.